# Товариство з промислової та прикладної математики
Товариство з промислової та прикладної математики (англ. Society for Industrial and Applied Mathematics SIAM ) — це наукове товариство, основна мета якого є застосування математики у промисловості. SIAM — найбільша у світі професійна асоціація, присвячена прикладній математиці, і приблизно дві третини її членів проживає в США .  Засноване товариство було в 1951 році , а вже з 1954  організація почала проводити щорічні національні збори   і зараз проводить конференції, видає книги та наукові журнали та бере участь у лобіюванні питань, що представляють інтерес для її членів.   У центрі уваги товариства — прикладна, обчислювальна та промислова математика, і товариство часто просуває свою абревіатуру як "Science and Industry Advance with Mathematics" (дослівно — "Науково-промисловий розвиток з математикою", SIAM ). Серед членів —інженери, вчені, математики, ті, хто працює в академічних колах, та ті, хто працює в промисловості. Товариство підтримує навчальні заклади, що просувають прикладну математику .
SIAM є однією з чотирьох організацій-членів Спільної політичної ради з питань математики . 

## Членство
Членами товариства можуть бути як приватні особи, так і організації. На кінець першого року роботи SIAM налічував 130 членів, а вже на 1968 рік їх було 3700.  
Студенти-члени можуть приєднуватися до підрозділів SIAM, які є афілійованими та керуються студентами та викладачами університетів. Більшість університетів із підрозділами SIAM знаходяться в США (включаючи Гарвард  та MIT  ), але підрозділи SIAM існують і в інших країнах, наприклад, в Оксфорді (Велика Британія) в Політехнічному університеті в Лозанні  (Швейцарія)та в Пекінському університеті. SIAM забезпечує роботу Інтернет- ресурсу "SIAM Undergraduate Research" — місце проведення студентських досліджень в галузі прикладної та обчислювальної математики. (SIAM також пропонує програму виїзних лекцій від промислових математиків, щоб поговорити зі студентськими групами про прикладну математику та їх власний професійний досвід).  
У 2009 році SIAM запровадило програму стипендіатів, щоб визнати членів, які зробили видатний внесок у галузях, які становлять інтерес для SIAM. 

## Групи активності
Товариство має низку груп діяльності (SIAGs), ціллю створення яких є цілеспрямовані групові дискусії та співпраця. Групи активності організовують спеціальні конференції та мінісимпозіуми для конкретних областей та присуджують призи. 
На відміну від спеціальних груп інтересів у подібних наукових товариствах, таких як Асоціація обчислювальної техніки, групи активності зафрахтовуються на фіксований період часу, як правило, на два роки, і вимагають подання петиції до Ради SIAM та Ради про поновлення. Затвердження статуту в основному базується на кількості груп, оскільки теми, які свого часу вважалися важливими, можуть мати менше активних дослідників пізніше. 
Поточні групи активності:
- Алгебраїчна геометрія (Algebraic Geometry)
- Аналіз диференціальних рівнянь з частинними похідними (Analysis of Partial Differential Equations)
- Прикладні та обчислювальні дискретні алгоритми (Applied and Computational Discrete Algorithms)
- Прикладна математична освіта (Applied Mathematics Education)
- Обчислювальна наука та інженерія (Computational Science and Engineering)
- Теорія автоматів та теорія систем(Control theory and Systems Theory)
- Добування даних та аналіз даних (Data Mining]and Data analytics)
- Дискретна математика (Discrete Mathematics)
- Динамічні системи(Dynamical Systems)
- Фінансова математика та інженерія (Financial Mathematics and Engineering)
- Обчислювальна геометрія та геометричний дизайн (Computational geometry|Geometric Design)
- Геонаука (Geosciences)
- Imaging Science
- Life Sciences
- Лінійна алгебра (Linear Algebra)
- Математичні аспекти наук про матеріали (Mathematical Aspects of Materials Science)
- Математика планети Земля (Mathematics of Planet Earth)
- Нелінійні системи та нелінійна оптика (Nonlinear systems and Nonlinear optics)
- Оптимізація (Optimization)
- Ортогональні поліноми та спеціальні функції (Orthogonal polynomials and Special functions)
- Supercomputing
- Uncertainty Quantification

Філософ Ян Хекінг зазначає, що SIAM, як правило, зосереджується на "жорстких" або "сухих" приміненнях математики, з меншим акцентом на науках про життя: "У науках про життя набагато більше прикладної математики, і ця галузь неймовірно швидко зростає, але не в SIAM ". 

## Публікації

### Журнали
Станом на  2018, SIAM видає 18 наукових журналів:
- Журнал SIAM з прикладної математики  (SIAM Journal on Applied Mathematics) (SIAP), з 1966 року
  - раніше мав назву Журнал Товариства промислової та прикладної математики, видавався з 1953 року
- Теорія ймовірності та її застосування (Theory of Probability and Its Applications) (TVP), з 1956 року
  - переклад російського журналу Теория вероятности и её применение
- Огляд SIAM (SIAM Review) (SIREV), з 1959 року
- Журнал SIAM з управління та оптимізації (SIAM Journal on Control and Optimization)(SICON), з 1976 року
  - раніше називався SIAM Journal on Control, видавався з 1966 року
  - раніше називався Журнал Товариства промислової та прикладної математики, Серія A: Контроль, видавався  з 1962 року
- Журнал SIAM про числовий аналіз (SIAM Journal on Mathematical Analysis) (SINUM), починаючи з 1966 року
  - раніше називався Журнал Товариства промислової та прикладної математики, Серія B: Чисельний аналіз, видавався  з 1964 р
- Журнал SIAM з математичного аналізу (SIAM Journal on Mathematical Analysis) (SIMA), з 1970 року
- Журнал SIAM з обчислювальної техніки (SIAM Journal on Computing) (SICOMP), з 1972 року
- Журнал SIAM про матричний аналіз та додатки (SIAM Journal on Matrix Analysis and Applications) (SIMAX), з 1988 року
  - раніше називався Журнал SIAM про алгебраїчні та дискретні методи, видавався  з 1980 року
- Журнал SIAM про наукові обчислення (SIAM Journal on Scientific Computing) (SISC), з 1993 року
  - раніше називавс SIAM про наукові та статистичні обчислення, видавався з 1980 року
- Журнал SIAM з дискретної математики (SIAM Journal on Discrete Mathematics) (SIDMA), з 1988 року
- Журнал SIAM про оптимізацію (SIAM Journal on Optimization) (SIOPT), з 1991 року
- Журнал SIAM про прикладні динамічні системи (SIAM Journal on Applied Dynamical Systems) (SIADS), починаючи з 2002 року
- Багатомасштабне моделювання та моделювання (Multiscale Modeling and Simulation) (MMS) з 2003 року
- Журнал SIAM про науки про зображення (SIAM Journal on Imaging Sciences) (SIIMS), з 2008 року
- Журнал SIAM з фінансової математики (SIAM Journal on Financial Mathematics) (SIFIN), з 2010 року
- Журнал SIAM / ASA про кількісне визначення невизначеності (SIAM/ASA Journal on Uncertainty Quantification) (JUQ), з 2013 року
- Журнал SIAM з прикладної алгебри та геометрії (SIAM Journal on Applied Algebra and Geometry) (SIAGA), з 2017 року
- Журнал SIAM з математики науки про дані (SIAM Journal on Mathematics of Data Science) (SIMODS), з 2018 року

### Книги
SIAM щороку видає близько 20 книг  включаючи підручники, матеріали конференцій та монографії . Багато з них видаються у тематичних серіях, таких як "Досягнення в галузі проектування та управління", "Фінансова математика" та "Монографії з дискретної математики та додатків". Зокрема, SIAM розповсюджує книги, надруковані газетою Wellesley-Cambridge Press Гілберта Стренга, такі як його Вступ до лінійної алгебри (5-е видання, 2016). Такі організації як бібліотеки можуть отримати DRM -free доступ до SIAM книг в електронну книгу формату без абонентської плати. 

### Конференції
SIAM протягом року організовує конференції та наради, присвячені різним темам прикладної математики та обчислювальної науки. Наприклад, SIAM проводить щорічну конференцію з добування даних з 2001 року.  Створення конференцій SIAM з дискретної математики, що проводяться раз на два роки, розглядалося як ознака зростання теорії графів як важливої теми дослідження. 
Спільно з Асоціацією обчислювальних машин SIAM також організовує щорічний симпозіум з дискретних алгоритмів, використовуючи формат теоретичної конференції з інформатики, а не формат математичної конференції, який зазвичай використовує SIAM для своїх конференцій. 

## Призи та признання
SIAM визнає  досягнення прикладних математиків та вчених-обчислювачів за їх внесок у галузі. Призи включають: 
- Премія Гермунда Далквіста: Присуджується молодому вченому (зазвичай молодше 45 років) за оригінальний внесок у галузі, пов'язаній з Гермундом Далквістом (числове вирішення диференціальних рівнянь та числові методи для наукових обчислень). [27]
- Премія Ральфа Е. Клейнмана: Присуджується за "видатні дослідження або інші внески, які заповнюють розрив між математикою та програмами. . . Кожен приз може бути вручений або за одне помітне досягнення, або за групу таких досягнень ". [28]
- Премія Дж. Д. Кроуфорда : Присуджується "одній особі за видатну роботу з якоїсь теми в нелінійній науці, про що свідчить публікація англійською мовою в рецензованому журналі за чотири календарні роки, що передували засіданню, на якому присуджується премія" [29]
- Премія Лекція Юргена Мозера: вручається "людині, яка зробила значний внесок у нелінійну науку". [30]
- Премія Річарда К. ДіПріма : Присуджується "молодому вченому, який здійснив видатні дослідження в галузі прикладної математики (визначені як теми, що висвітлюються в журналах SIAM) і який закінчив докторську дисертацію та виконав усі інші вимоги до степені доктора в період, що триває від трьох років (до дати нагородження) до року (до дати нагородження) ". [31]
- Премія імені Джорджа Полі : "присуджується кожні два роки по черзі у двох категоріях: (1) за помітне застосування комбінаторної теорії; (2) за помітний внесок в іншу область, що цікавить Джорджа Полю, таку як теорія наближення, комплексний аналіз, теорія чисел, ортогональні многочлени, теорія ймовірностей або математичне відкриття та навчання ". [32]
- Премія В.Т. та Ідалії Рід : Присуджується за дослідження та внески до областей диференціальних рівнянь та теорії управління. [33]
- Премія імені Теодора фон Кармана : Присуджується за "помітне застосування математики до механіки та / або технічних наук, здійснених протягом п'яти-десяти років, що передували нагородженню". [34]
- Премія Джеймса Х. Уілкінсона з цифрового аналізу та наукових обчислень: присуджується за "дослідження чи інший внесок у чисельний аналіз та наукові обчислення протягом шести років, що передували нагородженню". [35]

### Лекція Джона фон Неймана
Премія лекції Джона фон Неймана була заснована в 1959 році за кошти IBM та інших галузевих корпорацій і присуджується за "видатний та визначний внесок у область прикладних математичних наук та за ефективне донесення цих ідей до суспільства".  Одержувач отримує грошову винагороду та представляє оглядову лекцію на щорічних зборах.

### Змагання MathWorks Mega Math (M3)
Mathworks Mega Math Challenge — це змагання з прикладного математичного моделювання для учнів середніх шкіл США. Призи стипендій у 2006 році складали 60 000 доларів, і з тих пір їх було підвищено до 150 000 доларів.   Змагання фінансується Mathworks.   Спочатку премію фінансувала компанія фінансових послуг Moody's і була відома як Moody's Mega Math Challenge. 

## Лідерство
Головним обранцем SIAM є президент, який обирається на один дворічний термін.  У SIAM працюють виконавчий директор та співробітники. 
Президентами товариства були такі люди: 
- William E. Bradley, Jr. (1952–1953)
- Donald Houghton (1953–1954)
- Harold W. Kuhn (1954–1955)
- Джон Моклі (1955–1956)
- Thomas Southard (1956–1958)
- Donald Thomsen, Jr. (1958–1959)
- Brockway McMillan (1959–1960)
- F. Joachim Weyl (1960–1961)
- Robert Rinehart (1961–1962)
- Джозеф П'єр ЛаСаль (1962–1963)
- Alston Householder (1963–1964)
- J. Barkley Rosser (1964–1966)
- Гаррет Біркгоф (1966–1968)
- J. Wallace Givens (1968–1970)
- Burton Colvin (1970–1972)
- Цзяцяо Лінь (1972–1974)
- Herbert Keller (1974–1976)
- Werner Rheinboldt (1976–1978)
- Richard C. DiPrima (1979–1980)
- Seymour Parter (1981–1982)
- Hirsh Cohen (1983–1984)
- Gene H. Golub (1985–1986)
- C. William Gear (1987–1988)
- Ivar Stakgold (1989–1990)
- Robert E. O’Malley, Jr. (1991–1992)
- Avner Friedman (1993–1994)
- Margaret H. Wright (1995–1996)
- John Guckenheimer (1997–1998)
- Гілберт Стренг (1999–2000)
- Thomas A. Manteuffel (2001–2002)
- James (Mac) Hyman (2003–2004)
- Martin Golubitsky (2005–2006)
- Cleve Moler (2007–2008)
- Doug Arnold  (2009–2010)
- L. N. Trefethen (2011–2012)
- Irene Fonseca (2013–2014)
- Pamela Cook (2015–2016)
- Nicholas J. Higham (2017–2018)
- Lisa Fauci (2019–2020)
- Susanne Brenner (2021—2022)
- Свен Лейффер[en] (2023–2024)

## Дивитися також
- Американське математичне товариство
- Японське товариство промислової та прикладної математики

## зовнішні посилання
- Офіційний сайт
- M3Challenge. SIAM.org